# Biệt đội Big Hero 6
Biệt Đội Big Hero 6 (tựa gốc: Big Hero 6) là một bộ phim 3D siêu anh hùng được hoạt hình bằng máy tính của hãng Walt Disney Animation Studios dựa theo bộ truyện
tranh cùng tên của hãng Marvel Comics. Bộ phim sẽ được đạo diễn bởi
Don Hall và Chris Williams. Đây là bộ phim hoạt hình chiếu rạp thứ 54
trong series Walt Disney Animated Classics. Biệt Đội Big Hero 6 là bộ phim hoạt
hình Disney đầu tiên có nhân vật của Marvel kể từ khi hãng này mua lại Marvel vào năm 2009.
Bộ phim đã có buổi khởi chiếu tại Liên hoan phim quốc tế Tokyo lần thứ 27 vào ngày 23 tháng 10 năm 2014 và chính thức công chiếu tại các rạp tại Hoa Kỳ và Việt Nam vào ngày 07 tháng 11 năm 2014.
Bộ phim có 2 phần hậu truyện là Big Hero 6: The Series được phát sóng từ 2017 đến 2021 trên Disney Channel, Disney XD và Baymax! sẽ dự tính được chiếu vào 29 tháng 6 năm 2022 trên Disney+

## Cốt truyện
Chuyện phim xảy ra trong một thành phố hư cấu được gọi là San
Fransokyo (một từ ghép giữa San Francisco và Tokyo), một thần đồng chế
tạo trẻ tuổi tên là Hiro Hamada, tuy là thiên tài công nghệ nhưng cậu ta luôn bỏ phí thời gian vào những trận đấu robot trái phép. Sợ Hiro bỏ phí tài năng của mình, anh trai của Hiro, Tadashi đưa Hiro đến phòng thí nghiệm công nghệ tại Viện Công nghệ San Fransokyo, nơi Hiro gặp bạn bè của Tadashi: GoGo, Wasabi, Honey Lemon, và Fred, cùng robot chăm sóc sức khỏe Baymax do Tadashi chế tạo. Để được nhập học trong trường, Hiro đã sáng chế và giới thiệu Bọ siêu nhỏ: một đám robot có kích thước nhỏ có thể liên kết với nhau trong bất kỳ bằng bộ điều khiển thần kinh từ xa. Giáo sư Callaghan, là trưởng khoa robot, đã chấp nhận cho Hiro học tại trường. Bất ngờ có một đám cháy bốc lên tại hội trường, Tadashi xông vào cứu Callaghan, nhưng Tadashi không may qua đời. Hiro chịu đả kích lớn và cậu ngày càng tự thu mình lại. Một ngày nọ, vô tình kích hoạt Baymax, Hiro tìm thấy một con bọ siêu nhỏ trong túi áo. Cậu nghĩ rằng những con bọ vẫn còn kết nối với nhau. Hiro và Baymax tìm ra nơi bọ siêu nhỏ đang muốn đến, đó là một nhà kho bỏ hoang. Ở đó, cả hai phát hiện rằng một người nào đó đã sản xuất hàng loạt bọ siêu nhỏ do Hiro chế tạo, và họ bị tấn công bởi một người đàn ông đeo mặt nạ Kabuki. Nghi ngờ kẻ đeo mặt nạ có liên quan tới cái chết của anh trai, Hiro trang bị cho Baymax với áo giáp và một con chip có chứa các thế võ Karate khác nhau. Sau khi người đàn ông đeo mặt nạ tấn công, Hiro, Baymax, GoGo, Wasabi, Honey Lemon, và Fred, sáu người thành một biệt đội siêu anh hùng lên đường truy tìm danh tính thực sự của kẻ đeo mặt nạ. Khi Baymax tìm thấy một hòn đảo, cả nhóm đến đó và nó được cho biết hòn đảo đó đã cách li. Khi khám phá ra, họ thấy biểu tượng hình chim én và xem một video thì thấy 1 thí nghiệm. Thí nghiệm đã lý giải vì sao hòn đảo bị cách li. Khi tên đeo mặt nạ đó xuất hiện. Họ đã phát hiện đó chính là giáo sư Callaghan. Hiro bắt Baymax giết Callaghan bằng cách rút chíp dữ liệu y tế, để lại chíp dữ liệu chiến đấu. Điều đó khiến Baymax trở thành một chú rô bốt hung hăng, tàn bạo với mục tiêu là tiêu diệt Callaghan. Nhưng cả nhóm đã ngăn không cho sự việc diễn ra. Hiro tức giận và bỏ đi, rồi cậu cũng nhận ra sai lầm của mình.
Cả biệt đội đã phát hiện ra người phi công chính là con gái của Callaghan, Abigail, và vì lý do đó mà Callaghan trả thù Krei cho cái chết của con gái mình do sự chủ quan của Krei gây ra. Cuối cùng cậu tập hợp cả nhóm và lên đường ngăn chặn âm mưu của Callaghan. Sáng hôm sau, khi mà lễ khai mạc Krei Tech đang diễn ra. Callaghan đến và cho biết ông trở lại để trả thù, hắn cho lũ bọ siêu nhỏ của mình lắp một cái cổng không gian (teleport) lấy từ hòn đảo để hút cả toà nhà và Krei vào đó. Sau một hồi vật lộn cuối cùng thì nhóm Hiro đã hạ gục Callaghan và lũ bọ siêu nhỏ. Nhưng bất ngờ cảm biến của Baymax phát hiện ra con gái của Callaghan vẫn còn ở trong cổng không gian. Hiro và Baymax vào trong cái cổng sắp bị nổ tung để cứu con gái Callaghan, nhưng bất ngờ phản lực trong bộ giáp của Baymax bị hỏng. Baymax quyết định hy sinh để cứu Hiro và Abigail. Cuối cùng Callaghan bị cảnh sát bắt, còn Abigail được đưa đi cấp cứu.Vài tuần sau, Hiro đã nhập học tại trường, ở tại chính căn phòng mà anh trai cậu từng sống và bất ngờ cậu ta phát hiện ra con chip màu xanh - vốn là linh hồn của Baymax, vẫn còn trong cánh tay của bộ giáp còn sót lại sau khi cứu Abigail. Hiro đã chế tạo một Baymax mới với tấm thẻ xanh cũ, Baymax phát hiện ra rồi ôm Hiro. Phim kết thúc với cảnh cả biệt đội đang bay lượn quanh San Fransokyo.

## Quá trình sản xuất
Sau khi Disney mua lại Marvel vào năm 2009, CEO Bob Iger đã tiến hành
cho nhân viên của công ty bỏ phiếu khảo sát nhân vật nào của Marvel
thích hợp để chuyển thể thành phim. Trong khi đồng chỉ đạo Winnie the
Pooh, đạo diễn Don Hall đã chọn Big Hero 6 từ thư viện của Marvel và
sau đó gửi ý tưởng tới John Lasseter trong năm 2011, như một bộ phim
có thể sản xuất cho Walt Disney Animation Studios. Tháng 8 năm 2012,
Walt Disney Animation Studios xác nhận rằng các nhân vật thuộc series
của Marvel Comics đã thích hợp và bộ phim đang được đưa vào giai đoạn
phát triển đầu tiên. Trong khi đó hai nhân vật Sunfire và Silver Samurai là thành viên trong nhóm nghiên cứu trong truyện gốc sẽ không xuất hiện trong phim do hãng 20th Century Fox đang giữ quyền thương mại của hai nhân vật đó như một phần của X-men.
Biệt Đội Big Hero 6 sẽ được sản xuất bởi Walt Disney Animation Studios, mặc dù
một số thành viên của đội ngũ sáng tạo của Marvel sẽ tham gia vào quá
trình sản xuất của bộ phim, kể cả Joe Quesada - giám đốc sáng tạo của
Marvel. Liên quan đến câu chuyện của bộ phim, Quesada cho biết: "Mối
quan hệ giữa Hiro và robot của mình mang nét đặc trưng rất Disney...
nhưng với sự kết hợp với các anh hùng của Marvel".
Về phong cách hoạt hình của bộ phim và cảnh quay, bộ phim sẽ kết hợp
phong cách văn hóa thế giới phương Đông (chủ yếu là Nhật Bản) với
phong cách văn hóa thế giới phương Tây. Từ đó, Disney đã phát hành một đoạn phác thảo cảnh quay tại thành phố San Fransokyo từ bộ phim. Vào
ngày 31 tháng 12 năm 2013, bộ phim được báo cáo rằng Chris Williams đã
tham gia cùng với Don Hall vào vị trí đạo diễn, trong khi Roy Conli sẽ
thay thế Kristina Reed làm nhà sản xuất.
Trong việc nghiên cứu rô-bốt, nhóm làm phim đã tham khảo ý kiến của các kĩ sư tại Đại học Carnegie Mellon đang làm việc trong lĩnh vực "rô-bốt mềm" sử dụng công nghệ bơm hơi. Họ cho rằng "sẽ có tiềm năng trong ngành công nghiệp y tế trong tương lai, các thế hệ rô-bốt mới sẽ mềm dẻo và nhẹ nhàng và sẽ không làm tổn thương bất kì ai khi chạm vào chúng'. Về Baymax, Hall nói rằng tạo hình của áo giáp mất khá nhiều thời gian "chúng tôi cố gắng tạo ra một bộ giáp mang một cái gì đó mà cảm thấy như tính cách của nhân vật". Đồng đạo diễn Williams cho biết: "Một trong những thách thức lớn trong thiết kế bộ giáp là cho người xem nhận thấy sự hiện diện đáng sợ nhưng rất mạnh mẽ trên đó...đồng thời, phải thật khéo léo, tổng thể phải thực sự đơn giản và đáng yêu như con "rô-bốt mềm" bên dưới".

## Phát hành
Biệt Đội Big Hero 6 đã được phát hành vào ngày 7 tháng 11 năm 2014. Trailer được phát hành vào ngày 22 tháng 5 năm 2014. Tại rạp, phim ngắn "Feast" sẽ chiếu mở màn cho bộ phim.

### Phòng vé
Hai tuần trước khi phát hành tại Bắc Mỹ Biệt Đội Big Hero 6 đã được phát hành ở Nga (thu về 4.8 triệu USD) và Ukraine (thu về 0.2 triệu USD) trong hai ngày 25 và 26 tháng 10. Lý do chính đằng sau việc phát hành sớm ban đầu là để tận dụng lợi thế của hai tuần nghỉ học ở Nga. Jeff Bock, nhà phân tích doanh thu phòng vé cho Exhibitor Relations nói: "Đối hai ngày, doanh thu đó là rất lớn. Đó là một con số khổng lồ ở Nga." Trong tuần thứ hai bộ phim thu về thêm 4.8 triệu USD (tăng 1%) đưa tổng số doanh thu sau 9 ngày công chiếu là 10.3 triệu USD tính riêng tại Nga và 10.9 triệu USD bao gồm cả doanh thu từ Ukraine.
Tại Việt Nam, bộ phim cũng ra mắt từ ngày 7 tháng 11 năm 2014 tại các rạp chiếu phim trên cả nước. Ngoài phiên bản tiếng Anh và phụ đề tiếng Việt, bạn có thể chọn xem phiên bản lồng tiếng Việt với sự góp mặt của diễn viên Phạm Gia Chi Bảo trong vai Baymax và ca sĩ Nguyễn Nam Cường trong vai Hiro Hamada. Sau 12 ngày công chiếu tại Việt Nam, Biệt Đội Big Hero 6 đã thu về 34 tỷ đồng - 159.285.459 USD (tương đương với hơn 397.000 lượt khán giả tới xem), trở thành tác phẩm hoạt hình ăn khách nhất trong năm 2014 tại Việt Nam.

### Tiếp nhận
Biệt Đội Big Hero 6 đã nhận được nhiều lời khen ngợi từ các nhà phê bình sớm. Trên Rotten Tomatoes, bộ phim giữ một đánh giá 89%, dựa trên 113 đánh giá, với rating trung bình là 7.4/10.

## Nhạc phim
Henry Jackman là nhà biên soạn nhạc nền cho bộ phim. Nhạc phim có bài hát gốc mang tên " Immortals " được viết và thu âm bởi ban nhạc rock Mỹ Fall Out Boy, được phát hành bởi Walt Disney Records vào ngày 14 Tháng 10 năm 2014. Album nhạc phim đã được phát hành dưới dạng tải kĩ thuật số bởi Walt Disney Records vào 04 tháng 11 năm 2014, tiếp theo là một bản phát hành CD vào ngày 24 tháng 11.
Tất cả nhạc phẩm được soạn bởi Henry Jackman (ngoại trừ bài "Immortals").
| STT | Nhan đề                        | Sáng tác                                            | Nghệ sĩ      | Thời lượng |
| --- | ------------------------------ | --------------------------------------------------- | ------------ | ---------- |
| 1.  | "Immortals"                    | Patrick Stump, Pete Wentz, Joe Trohman, Andy Hurley | Fall Out Boy | 3:13       |
| 2.  | "Hiro Hamada"                  |                                                     |              |            |
| 3.  | "Nerd School"                  |                                                     |              |            |
| 4.  | "Microbots"                    |                                                     |              |            |
| 5.  | "Tadashi"                      |                                                     |              |            |
| 6.  | "Inflatable Friend"            |                                                     |              |            |
| 7.  | "Huggable Detective"           |                                                     |              |            |
| 8.  | "The Masked Man"               |                                                     |              |            |
| 9.  | "One of the Family"            |                                                     |              |            |
| 10. | "Upgrades"                     |                                                     |              |            |
| 11. | "The Streets of San Fransokyo" |                                                     |              |            |
| 12. | "To the Manor Born"            |                                                     |              |            |
| 13. | "So Much More"                 |                                                     |              |            |
| 14. | "First Flight"                 |                                                     |              |            |
| 15. | "Silent Sparrow"               |                                                     |              |            |
| 16. | "Family Reunion"               |                                                     |              |            |
| 17. | "Big Hero 6"                   |                                                     |              |            |
| 18. | "I Am Satisfied With My Care"  |                                                     |              |            |
| 19. | "Signs of Life"                |                                                     |              |            |
| 20. | "Reboot"                       |                                                     |              |            |

## Trò chơi
Một trò chơi dựa trên bộ phim đã được phát hành vào ngày 28 tháng 10 năm 2014 chi Nintendo 3DS được phát triển bởi GameMill Entertainment. Nhân vật Baymax của bộ phim cũng sẽ có sẵn trong Infinity Disney: Marvel Super Heroes.

## Phương tiện truyền thông khác
Một bộ manga tiếng Nhật của Biệt Đội Big Hero 6 (có tiêu đề Baymax (ベイマックス Beimakkusu) tại Nhật Bản), được minh họa bởi Haruki Ueno, sẽ bắt đầu ra mắt trong Kodansha's Magazine Special từ ngày 20 tháng 8 năm 2014. Một chương mở đầu sẽ được xuất bản tại Weekly Shōnen Magazine vào ngày 06 tháng 8, năm 2014. Theo trang web chính thức của bộ phim tại Nhật Bản, bộ truyện tranh sẽ tiết lộ chi tiết về cốt truyện ở Nhật Bản trước bất cứ nơi nào khác trên thế giới, và đây là lần đầu tiên một bộ phim hoạt hình của Disney đã được chuyển thể thành truyện tranh Nhật Bản. Trang web cũng trích dẫn lời của đồng đạo diễn của bộ phim Don Hall, người mà được gọi là một fan hâm mộ manga, nói rằng bộ phim đã lấy cảm hứng từ Nhật Bản.

## Phần tiếp theo
Vào ngày 18 tháng 2 năm 2015, đạo diễn của bộ phim, Don Hall và Chris Williams, cho biết có thể có phần tiếp theo. Hall nói thêm, "Tất nhiên, chúng tôi yêu những nhân vật này và ý nghĩ làm việc với họ một ngày nào đó chắc chắn có sức hấp dẫn." Vào tháng 3 năm 2015, Genesis Rodriguez nói với MTV rằng phần tiếp theo đang được xem xét. Vào tháng 4 năm 2015, Stan Lee đã đề cập đến phần tiếp theo dự kiến là một trong những kế hoạch sắp tới của Marvel phim.